# 航行警報
航行警報（こうこうけいほう、英: navigational warning）とは、船舶交通の安全のために必要な情報である水路通報（英: notice to mariners, NOTMAR）のうち、特に緊急に周知する必要がある事項について発せられるもの。

## 概説

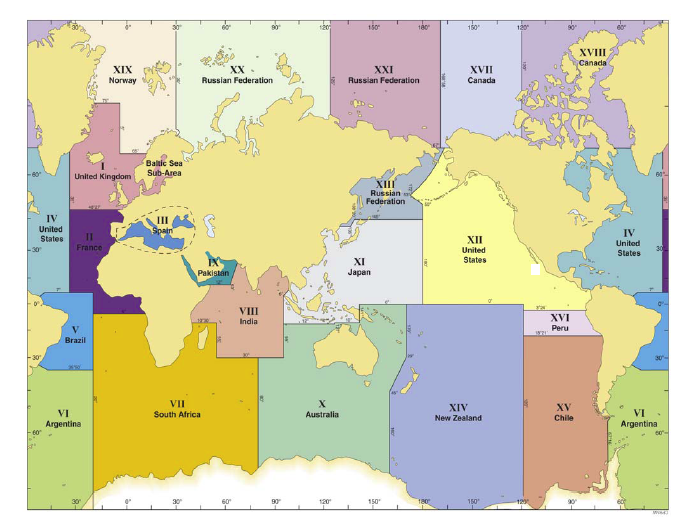
世界航行警報業務において世界の海を21のNAVAREAに区分した地図。この区域に従って海上の船舶に航行・気象に関する安全情報を届ける責任を各調整国が担っている。海上における遭難及び安全に関する世界的な制度の一環でもある。日本は北太平洋西部および東南アジア海域である第XI区域(NAVAREA XI)の調整国である。

航行警報は、海上における人命の安全のための国際条約（SOLAS条約）の「第5章 航行の安全」の「第4規則 航行警報」に基づき、実施にあたっては国際水路機関(IHO)/国際海事機関(IMO)の世界航行警報業務の基本文書を参照して各条約締結国によって行われる。ただし、警報を発し船舶交通の安全を図ることが目的のため、仮に元になる情報を発した国と、警報を発した国が異なる場合では、情報元となる各国政府が発布した諸法規および宣言等を、警報を発した国の政府や政府機関が承認している訳ではないことに留意が必要とされる。
広く周知すべき事項としては、次の例が挙げられる。
- 主要な航路およびその付近の危険な沈船
- 主要な航路標識の重大な変化
- 航海の安全に影響を及ぼす特殊な作業
  - 海上演習、ミサイル発射、宇宙飛行、核実験

### 航行警報の種類
航行警報には次の種類がある。
- NAVAREA航行警報

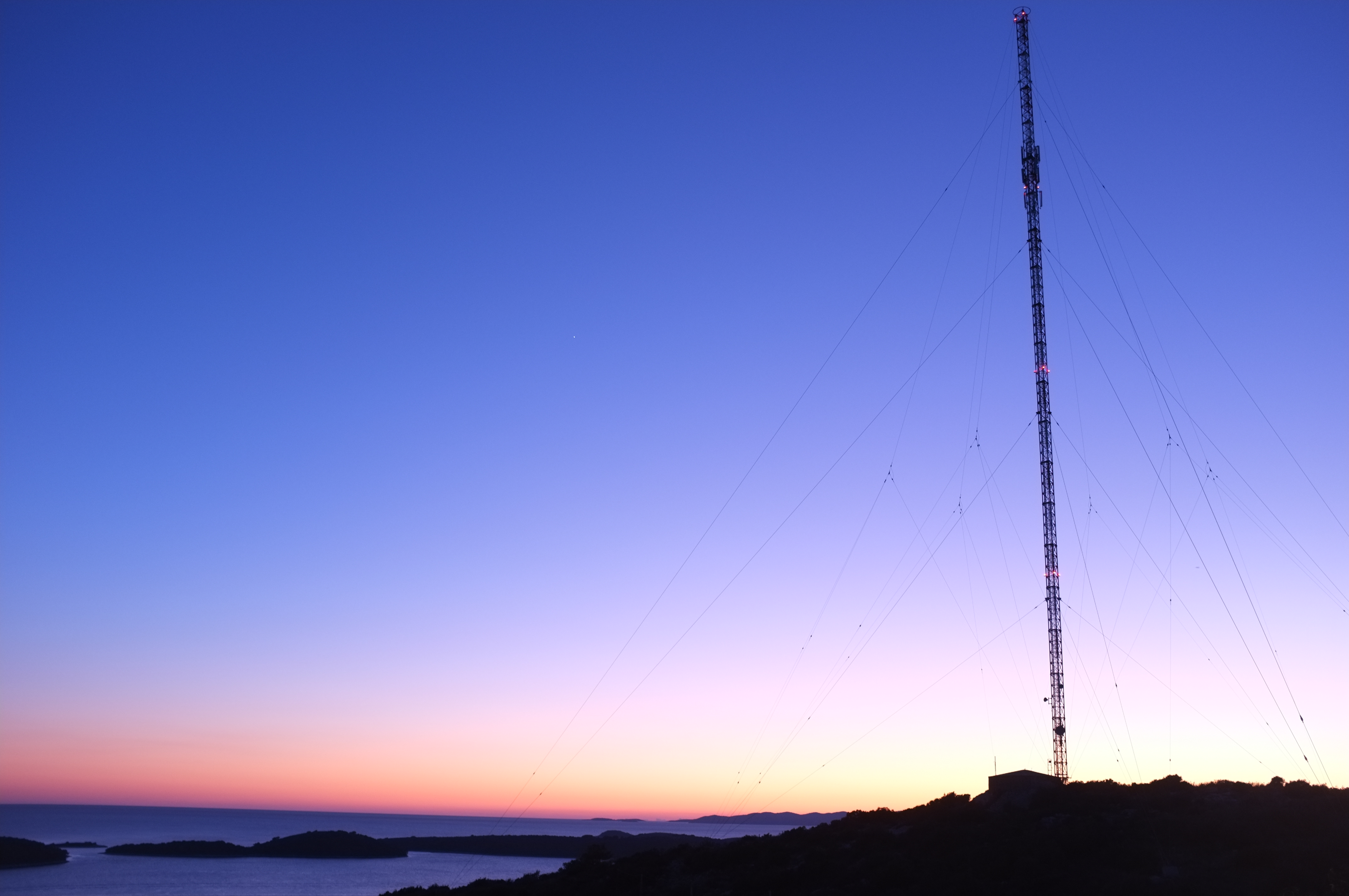
アドリア海に浮かぶクロアチア、フヴァル島に設置されたNAVTEX送信所。

世界をNAVAREA（英語版）と呼ばれる21の区域に分け、各区域の調整者が大洋を航行する船舶に情報を提供する。
- 沿岸警報（NAVTEX航行警報）
各国が沿岸域の情報を提供する。
- 局地警報（地域航行警報）
沿岸警報を補足し、港湾を含む沿岸水域内の詳細な情報を提供する。

## 日本沿岸・日本周辺海域
日本では海上保安庁が発し、無線警報やインターネットなどで周知が図られる。主な内容は、軍事演習の場所と実施期間、海賊情報、遭難情報、流木情報、灯台の消灯や津波の発生などその他船舶の航行を阻害するものが対象となる。日本周辺海域での諸外国の軍事演習に際しては、海上保安庁が危険区域の警報等を民間船舶に発し、海上自衛隊が、警戒監視任務を担当する。日本および日本周辺海域の航行警報について次のように整理することができる。
- NAVAREA XI航行警報[14]
日本は世界航行警報業務における区域調整国のひとつ[7][9]であり、NAVAREAの区域分けでの第XI区域（北太平洋西部および東南アジア海域）を航行する船舶に対して、インマルサットEGCシステムにより、定時又は随時英語で放送している。また、同じ情報をインターネットでも提供している[11]。
- 沿岸警報（NAVTEX航行警報）[15]
日本沿岸から約300海里以内を航行する船舶に対して、緊急に必要な情報をNAVTEXシステムにより、定時又は随時英語と日本語で放送している。また、同じ情報をインターネットでも提供している[11]。
- 日本航行警報[16]
海上保安庁法に基づく日本独自の取り組み[9]で、太平洋、インド洋および周辺諸海域を航行する日本船舶に対して、緊急に必要な情報を、インターネットで提供している[11]。また、同じ情報を共同通信社のFAXニュース、漁業無線[17][18]で定時又は随時放送している。
- 地域航行警報[19]
日本沿岸の港および付近海域を航行する船舶に対して、緊急に必要な情報を無線放送により、定時又は随時英語と日本語で放送している。 また同じ情報をインターネットでも提供してる[11]。日本語で放送される沿岸域の情報については、携帯電話でも提供している[20]。